# Erfurter Teilung
Mit der Erfurter Teilung – nach dem Erfurter Teilungsvertrag vom 6. November 1572 – wird die Thüringer Landesteilung in das neue Herzogtum Sachsen-Weimar und das neue Fürstentum Sachsen-Coburg-Eisenach bezeichnet.

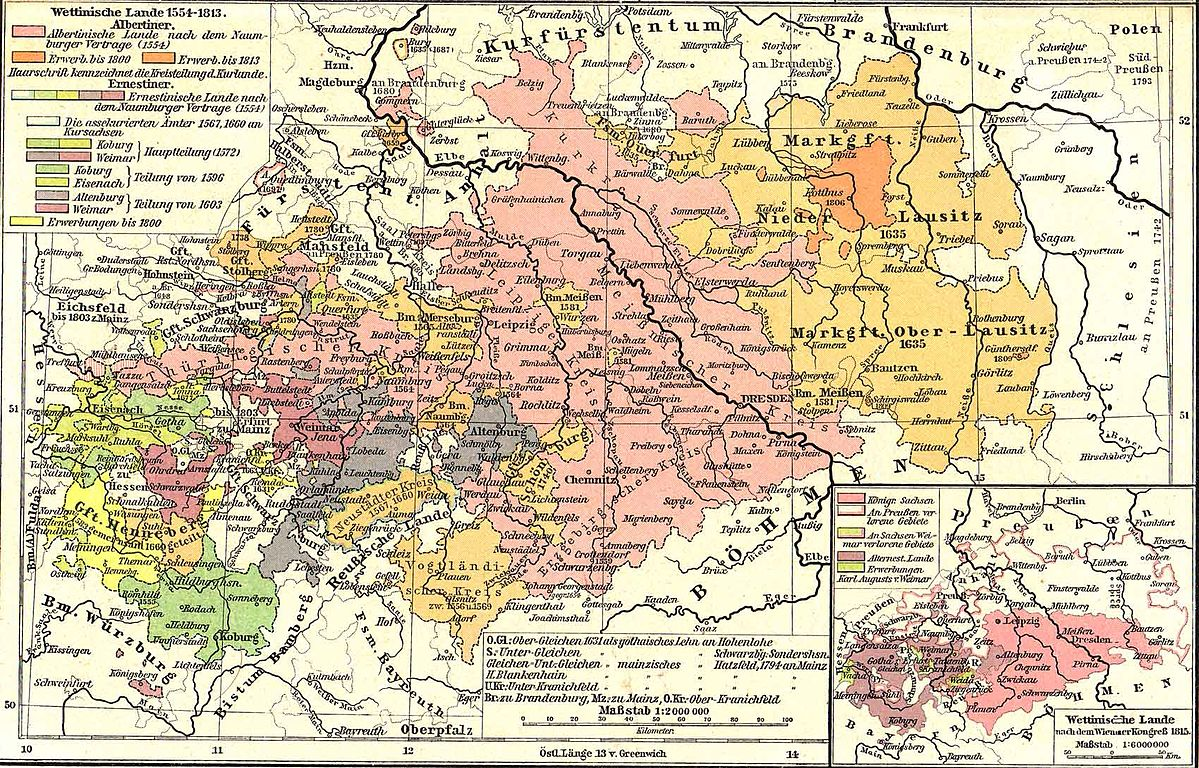
Wettiner Lande

Die Erfurter Teilung war die erste einer ganzen Reihe von Landesteilungen innerhalb der in Thüringen regierenden Familie der ernestinischen Wettiner, durch die der später sprichwörtliche Fleckenteppich der thüringischen Kleinstaaten (vgl. Ernestinische Herzogtümer) entstehen sollte.

## Vorgeschichte
Das Haus Wettin regierte die Markgrafschaft Meißen seit 1088. Nach dem Aussterben der ludowingischen Landgrafen von Thüringen gelang es ihnen 1263 (Heinrich der Erlauchte) auch die Landgrafschaft Thüringen zu erwerben. 1423 erlangten sie dann schließlich in Nachfolge der ausgestorbenen askanischen Herzöge von Sachsen-Wittenberg auch noch den mit der Kurwürde verbundenen Titel eines Herzogs von Sachsen.
1485 teilten Kurfürst Ernst von Sachsen und sein Bruder Herzog Albrecht III. von Sachsen ihre Besitzungen (Leipziger Teilung). Es entstanden zwei Linien der Wettiner, die bis heute existieren: die Ernestiner, also die Nachkommen des Kurfürsten Ernst und die Albertiner, die Nachkommen Albrecht III. Die Kurwürde verblieb zunächst bei der älteren Linie, also den Ernestinern, die ihre Hauptresidenz in Wittenberg nahmen.
Mit dem Wirken Martin Luthers begann die Reformation in Deutschland, die von den Ernestinern von Anfang an unterstützt wurde (vgl. Friedrich III., der Weise von Sachsen). Unter dessen Neffen Johann Friedrich I. dem Großmütigen entluden sich die Spannungen zwischen dem katholischen Kaiser Karl V. und den Protestanten zum ersten Mal militärisch. Im Schmalkaldischen Krieg (1546–1547) unterlagen die Protestanten unter der Führung Johann Friedrich I. dem Kaiser (Schlacht bei Mühlberg). Johann Friedrich I. verlor die Kurwürde an seinen albertinischen Vetter Moritz von Sachsen (der, obwohl selbst Protestant, den Kaiser unterstützte) und sämtliche außerhalb Thüringens gelegenen Besitzungen der Ernestiner (Wittenberger Kapitulation). Nach seiner Rückkehr aus der kaiserlichen Gefangenschaft machte Johann Friedrich I. Weimar anstelle des an die Albertiner verlorenen Wittenberg zu seiner Hauptresidenz. Seitdem spricht man vom Herzogtum Sachsen-Weimar.
Nach dem Tode Johann Friedrich I., des Großmütigen, teilten dessen Söhne Johann Friedrich der Mittlere und Johann Wilhelm I. zunächst provisorisch den väterlichen Besitz. Johann Friedrich erhielt Eisenach, Coburg und Gotha, während Johann Wilhelm Weimar behielt.

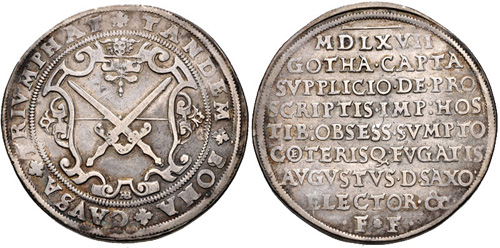
Taler von 1567 auf die Einnahme von Gotha aus der Münzstätte Dresden

Johann Friedrich nahm seine Residenz auf der Burg Grimmenstein in Gotha. Er wollte das Ergebnis der Schlacht von Mühlberg rückgängig machen und die sächsische Kurwürde für die ernestinische Linie zurückgewinnen. Zu diesem Zweck nahm er den Ritter Wilhelm von Grumbach bei sich auf, der 1563 wegen Landfriedensbruchs geächtet worden war. Grumbach und ein Bauernjunge, der behauptete, in Kontakt mit Engeln zu stehen, sagten Johann Friedrich voraus, er werde die Kurwürde ohne Krieg zurückbekommen.
Da Johann Friedrich die Auslieferung Grumbachs verweigerte, verfiel er nach Ablauf eines entsprechenden Ultimatums selbst der Reichsacht. Kurfürst August von Sachsen wurde mit der Reichsexekution beauftragt, an der auch Johann Friedrichs eigener Bruder, Johann Wilhelm von Sachsen-Weimar, teilnahm. Nachdem Johann Friedrich auf der Festung Grimmenstein belagert worden war, geriet er in kaiserliche Gefangenschaft, die er bis zum Ende seines Lebens nicht mehr verlassen sollte. (1567, vgl. Grumbachsche Händel)

## Die Erfurter Teilung
Johann Friedrich der Mittlere hatte drei noch unmündige Kinder, als er in kaiserliche Gefangenschaft geriet. Die Vormundschaft für die drei Kinder übernahm sein Bruder, Johann Wilhelm von Sachsen-Weimar, an den zunächst auch die Territorien Johann Friedrichs fielen.
Johann Wilhelm machte sich jedoch schnell selbst beim Kaiser unbeliebt, da er in die Dienste des französischen Königs Karl IX. trat. Auf Betreiben des Kaisers verfügte deshalb der Reichstag von Speyer 1570 die Wiedereinsetzung der Söhne Johann Friedrich des Mittleren in die Rechte ihres Vaters.
Diese Entscheidung wurde schließlich mit dem Erfurter Teilungsvertrag 1572 umgesetzt. Johann Wilhelm musste die Gebiete, die er von seinem Bruder erhalten hatte, also Sachsen-Coburg-Eisenach, an dessen zwei Söhne Johann Casimir und Johann Ernst herausgeben (der älteste Sohn war kurze Zeit vorher verstorben). Für die beiden unmündigen Prinzen wurde eine Vormundschaft der Kurfürsten, also Friedrich III. von der Pfalz, Johann Georg von Brandenburg und August von Sachsens eingerichtet. Letzterer übernahm auch die Regentschaft des neuen Landes.

## Bedeutung
Die Erfurter Teilung war nicht von Dauer. Sowohl Johann Casimir als auch Johann Ernst starben ohne sie überlebende Söhne, so dass ihre Gebiete an Sachsen-Weimar und die andere noch existierende ernestinische Linie Sachsen-Altenburg zurückfielen.
Die ernestinischen Wettiner waren vor der Schlacht bei Mühlberg die im mitteldeutschen Raum bedeutendste Adelsfamilie. Durch die Wittenberger Kapitulation verloren sie ihre Vormacht allerdings an ihre albertinischen Verwandten. Johann Friedrich der Großmütige bestimmte vor seinem Tod die Unteilbarkeit der noch verbliebenen ernestinischen Besitzungen in Thüringen und machte damit deutlich, dass er wollte, dass die Ernestiner weiterhin eine wichtige Rolle in Mitteldeutschland spielten. Seine beiden Söhne missachteten den Wunsch ihres Vaters; durch die Grumbachschen Händel wurden die Ernestiner weiter geschwächt. Obwohl vom Kaiser, Reichstag und August von Sachsen erzwungen, markiert die Erfurter Teilung einen Meilenstein beim weiteren machtpolitischen Abstieg der Ernestiner. Nach der Erfurter Teilung teilten diese des Öfteren ihren Besitz. Es entstanden die thüringischen Kleinstaaten, von denen keiner mächtig genug gewesen wäre, in der Reichspolitik eine bedeutende Rolle zu spielen.